# Josep Piera
Josep Piera i Rubio, né à Gandia le 30 mai 1947, és un poète et écrivain espagnol d'expression catalane.

## Biographie
Diplômé en enseignement, il débute comme poète en participant au recueil collectif Carn fresca, (« Chair fraîche ») de jeunes poètes valenciens. Il s'intègrera pleinement dans la dénommée génération des années 70 (ca) de la littérature catalane,.
En 1972, il épouse Marifé Arroyo, pionnière de l'enseignement du valencien,,.
En 2002, il publie  Jo sóc aquest que em dic Ausiàs March (« Je suis celui qui s'appelle Ausiàs March », Edicions 62, Barcelone), première biographie romancée d'Ausiàs March.
Il reçoit de nombreux prix, dont le Prix Carles Riba de poésie, les prix Andròmina et Josep Pla de prose et le prix d'honneur des lettres catalanes en 2023,.
En 2008, la revue L'Aiguadolç lui consacre un numéro monographique. En 2011 l'Académie valencienne de la langue lui rend hommage avec une conférence à laquelle ont participé plusieurs spécialistes de son œuvre.